# Макіївка (станція)
Макі́ївка (також вживається назва Макіївка-Вантажна, щоб відрізняти від Макіївки-Пасажирської) — станція Донецької дирекції Донецької залізниці на лінії Моспине — Макіївка. 
Розташована в Гірницькому районі Макіївки. Станція обладнана однією пасажирською платформою, однією приймально-відправною колією для приміських поїздів. У будівлі станції міститься зал очікування і товарна контора.

## Історія
Станція відкрита у 1904 році. 

## Пасажирське сполучення
До 2009 року станцією здійснювався рух приміських поїздів (дизелів) до станцій Ясинувата та Іловайськ. Згодом приміський поїзд № 6147 сполученням Макіївка-Вантажна — Ясинувата скасовано з причини його збитковості.